# Arifi
Arifi (... – 1449) è stato un poeta persiano.
Autore del poema Guy u chawgan (traducibile come "La palla e la mazza" e riguardante il polo), cercò di imitare lo stile di Farid al-Din 'Attar.